# Ebikon
Ebikon est une ville et une commune suisse du canton de Lucerne, située dans l'arrondissement électoral de Lucerne-campagne.

## Géographie

Vue aérienne (1970)

Ebikon se trouve dans le Rontal et est une des grandes communes de l'agglomération lucernoise. Selon l'Office fédéral de la statistique, Ebikon mesure 9,68 km2.
Ses communes limitrophes sont : Emmen, Buchrain, Dierikon, Adligenswil et la ville de Lucerne. Le Rotsee est partagé entre les communes de Lucerne et d'Ebikon. Ce lac est un plan d'eau sur lequel se pratique l'aviron.

## Démographie
Selon l'Office fédéral de la statistique, Ebikon compte 14 469 habitants fin 2022. Sa densité de population atteint 1495 hab./km2. Lors du recensement de 2000, 86,50 % de la population ont indiqué l'allemand comme langue principale, 3,02 % le serbo-croate et 2,92 % l'italien. 61,15 % de la population sont catholiques, 12,72 % des protestants (chiffres 2009). Environ 20 % de la population sont des étrangers provenant de l'Italie (3,03 %), l'Allemagne (2,80 %), la Serbie-Monténégro (2,73 %), la Turquie (1,5 %), la Bosnie-Herzégovine (1,27 %), du Portugal (1,19 %), de la Croatie (1,06 %) et de l'Albanie (0,85 %).

## Économie
Ebikon est le siège principal du groupe Schindler actif dans l'industrie mécanique et ascenseurs.

## Trafic
La ligne CFF Lucerne-Zurich traverse la commune d'Ebikon. La gare est desservie par la S1 (Lucerne-Baar).
Les lignes 22, 23 et 27 des vbl (Verkehrsbetriebe Luzern) desservent la commune, ainsi que la ligne 73 du car postal. Il existe aussi un petit ferry qui traverse le Rotsee (seulement en été).

## Divers
La commune est jumelée avec la commune valaisanne d'Embd.
Une étude menée par des chercheurs de l'EPFL en 2014 montre qu'il est possible de prédire les résultats d'une votation à l'échelle fédérale sur la base des résultats de la commune d'Ebikon, avec un taux de fiabilité de 96 %.